# Rocket eBook
Rocket eBook — электронное устройство для чтения книг, которое выпускалось компанией NuvoMedia в 1998—1999 годах.
Компания Franklin продавала эту же модель по лицензии под маркой Franklin EB-500. Это изделие полностью идентично Rocket eBook и не имеет никакого отношения к другой модели — Franklin eBookMan, представляющей самостоятельный продукт.

## Особенности
Rocket eBook можно считать первой массовой электронной книгой. Выпускалась в двух модификациях, различающихся объёмом встроенной памяти. Устройство работало с файлами в собственном формате, но фирменная программа Rocket Librarian позволяла преобразовывать в него файлы HTML, а конвертеры независимых программистов — практически все известные текстовые форматы электронных книг. Книга использовала всего два шрифта (с модификациями «курсив» и «полужирный»), однако представляла возможность самостоятельно и загружать выбранные шрифты с ПК. В 1999 году модель заменена на REB 1100.

## Характеристики
| Вес                     | 590 граммов |
| Размеры                 | 190х130х35 мм |
| Формат файлов           | Собственный (*.RB) |
| Память                  | 4-8 Мб (до 32 в версии Pro)                                                                                           |
| Процессор               | Cirrus Logic ARM-7 |
| Питание                 | Встроенный никель-металл-гидридный аккумулятор                                                                        |
| Время автономной работы | До 40 часов |
| Коммуникации            | COM-порт (крэдл), IrDA                                                                                                |
| Экран                   | Сенсорный монохромный LCD, 480х320 точек, диагональ 140 мм                                                            |
| Подсветка               | Белая, регулируемая ступенчато                                                                                        |
| Ввод информации         | Рукописный или с помощью виртуальной клавиатуры                                                                       |
| Русификация             | Официальная отсутствует, доступны бесплатные неофициальные прошивки                                                   |
| Сервисные функции       | Поворот текста на угол кратный 90°, закладки, подчеркивание фрагмента текста, ввод комментария, полнотекстовый поиск. |